# Ziniaré
Ziniaré is een stad in Burkina Faso en is de hoofdplaats van de provincie Oubritenga.
Ziniaré telde in 2006 bij de volkstelling 17.056 inwoners.